# Vincenzo Giordano Zocchi
Vincenzo Giordano Zocchi (Napoli, 7 gennaio 1842 – Napoli, 7 luglio 1877) è stato uno scrittore italiano.
Nato a Napoli nel 1842, vive svolgendo il lavoro di insegnante di filosofia presso licei in più parti d'Italia. Trasferitosi a Roma con un incarico del Ministero della Pubblica Istruzione, qui scrive le sue opere più conosciute. Colpito dalla malaria, torna a Napoli dove muore nel luglio 1877.
Il suo lavoro più celebre è Memorie di un ebete, dove le riflessioni filosofiche vengono poste sotto forma di romanzo epistolare attraverso la mediazione del patto autobiografico.